# Real Clothes
『Real Clothes』（リアル・クローズ）は、槇村さとるによる日本の漫画。隔週誌時代の『YOU』（集英社）で、2006年NO.23から2011年NO.20まで連載された。百貨店の婦人服売場で働く女性販売員が、女性が輝く服を顧客に提供する仕事と恋とに懸命に生きていく姿を描いた作品である。単行本は集英社から全13巻が刊行された。
2008年、第12回文化庁メディア芸術祭マンガ部門優秀賞を受賞。
2008年に単発ドラマとして、2009年に連続ドラマとして「リアル・クローズ」のタイトルでテレビドラマ化された。

## あらすじ
越前屋百貨店のふとん売場で働く天野絹恵は、ある日、百貨店の花形である婦人服売場への異動を命じられる。仕事も恋も、自分の内面を磨くことを大事にしてきた絹恵は、外面を美しく着飾ることに人並みの関心しかなかった。
しかし、婦人服部門の統括部長である神保美姫に、「外見が輝いていない人間は、内面もアヤフヤである」と見抜かれる。絹恵は、新たな職場で顧客や上司、同僚と接するうちに、自分が輝いていないことに気付く。

## 主な登場人物
天野絹恵（あまの きぬえ）
主人公。越前屋百貨店の女性販売員。27歳（最終巻で32歳）。営業5部でリビング布団売場を担当していたが、優秀さを買われ、大幅なリニューアルに踏み切った営業3部婦人服（テレビドラマでは婦人3課）に異動。婦人服アダルト売場に配属される。「服なんて表皮一枚のこと」と考えていたが、異動によって自身の外見を見つめなおし、服への愛着にも目覚めていく。
マネージャー試験を受けてからは田渕のチームに加わり、バイヤーとして経験を積む。真っすぐで裏表がなく、基本的に何事にも体当たりで挑むが、心に迷いが生じた時は売り場へ出て、現場の空気を思い出すようにしている。この性質がデザイナーやメーカーに好感を持たれることも多い。ニコが抜けた後は、田渕の片腕とも言える立場に。
越前屋が松越と経営統合したことで、越前屋側のリーダーとして婦人服売り場の改革を進め、新しい方向性を示したイベントを次々と成功させた。田渕から「有名ブランドのテナントが次々撤退する」という予告を受けた際も、対応策を練るチームのリーダーとして活躍する。
恋人である山内との関係は良好だったが、ある理由から急速に仲がこじれ、別れるに至る。その後はがむしゃらに仕事をしていてずっとフリーだったが、ある一件から上司である田渕に好意を抱いていることを自覚する（しかし、それ以前から周囲には感づかれていた）。
神保美姫（じんぼ みき）
越前屋百貨店の婦人服統括部長。推定年齢55歳で、元モデルらしいなど多くの噂が飛び交う謎多き人物。遅刻と言い訳とノーメイクが嫌い。特選サロンの奥に構えられた執務室兼VIP用のフィッティングルーム＜ペシェ・ミニョン（仏語で「小さな罪」）＞を取り仕切り、数時間で一千万円を売り上げる自称「魔法使い」。人と洋服との最もよい関係を追求し、似合わないと思うものは本人が気に入っていても似合わないと言い切る。
松越との統合を機に、絹恵を異動させたのは自分だと明かし、越前屋を去った（数人の候補から絹恵を選んだのは、自分の娘と同い年だったためでもある）。後に外資系メガストアH&Hの仕掛け人として越前屋の脅威となる。
田渕優作（たぶち ゆうさく）
越前屋の特選婦人服の買い付け人であり、美姫の部下であるカリスマバイヤー（テレビドラマではチーフバイヤーで婦人3課の課長）。最終巻で40歳。異動したての絹恵を「おサルさん」呼ばわりし、最悪の印象を与えた。
芸大を出てNYの工科大服飾科を首席で卒業した経歴の持ち主。しかし、自分の感覚を重視した発注はせず、過去の売上データから統計を取る「データの鬼」で、彼にしごかれた絹恵もこの方向性を引き継ぐ。社内での権限も大きいが、百貨店の枠に収まらない野望を燃やし、時にバイヤールームを巻き込んで事を企てる、絹恵曰く仕事変態。「百貨店愛」を掲げ、松越との統合で大ナタを振るい、越前屋の上層部に話を通さず自費でゲリラ展示会を決行するなど、並外れた実行力を持つ。
ゲリラ展示会成功の直後、倒れて緊急入院するが、病院でできた小さな友人のノートに「越前屋の地図」を見て、退院前からさらに情熱を燃やす。その後、当初美姫が候補に上げられていた上海への異動辞令を受け、昇格試験に受かった絹恵に後を任せて中国へ。その直前に絹恵にプロポーズしている。
シェフをしている婚約者がいたが、ある理由からフラれてしまい、その際に彼の意外な半生が語られた。
林（はやし）
「販売が好き」で入社した営業3部の先輩社員。絹恵にとってよき相談相手であり憧れの人物。落ち着いた印象を与えるが、議論では遠慮しない。本人曰く「売り場でニラミをきかせてマネージャーを困らせるやっかいな姐さん」になるのが夢。スマートな外見だが大食い。
佐々木凌（ささき りょう）
婦人服売場の契約社員（後に正社員へ昇格）。優秀な販売員で、周囲から一目置かれ「凌さん」と呼ばれている。言いたいことは真正面から直球で言うタイプ。服に馴染みの薄い絹恵の接客態度にあれこれ苦言を呈するが、発注会議でのやり取りから絹恵の憧れの的となり、時に辛らつな物言いをする親友となる。
白川・ニコラ・ブーケ（しらかわ・ニコラ・ブーケ）
商品部アシスタントバイヤー。愛称は「ニコリン」。「ニコ」と呼ばれることも。モロッコ生まれで日仏のハーフ。「愛ある人生」を最上とし、常にやわらかな空気を纏う好青年。今は亡き父のように生きたいと願い「周りを花畑にしてしまう人間」を目指している。松越婦人服の改革に悩む絹恵にアドバイスするなど、組織運営の手腕も確か。
田渕の元婚約者との結婚を機に越前屋を去り、イタリアへと渡って小さなペンションを経営している。
山内達也（やまうち たつや）
9年の付き合いになる絹恵の彼氏。自動車ディーラーの営業マン。

## 書誌情報
- 槇村さとる 『Real Clothes』 発行：集英社／編集：創美社〈QUEEN’S COMICS ＹＯＵ〉、全13巻。
  1. 2007年5月18日発売[9]、ISBN 978-4-08-865395-2
  2. 2007年6月19日発売[10]、ISBN 978-4-08-865401-0
  3. 2007年11月19日発売[11]、ISBN 978-4-08-865435-5
  4. 2008年5月19日発売[12]、ISBN 978-4-08-865474-4
  5. 2008年9月3日発売[13]、ISBN 978-4-08-865496-6
  6. 2009年2月19日発売[14]、ISBN 978-4-08-865517-8
  7. 2009年6月19日発売[15]、ISBN 978-4-08-865538-3
  8. 2009年10月2日発売[16]、ISBN 978-4-08-865557-4
  9. 2010年2月19日発売[17]、ISBN 978-4-08-865580-2
  10. 2010年7月15日発売[18]、ISBN 978-4-08-865596-3
  11. 2010年12月17日発売[19]、ISBN 978-4-08-865612-0
  12. 2011年6月17日発売[20]、ISBN 978-4-08-865629-8
  13. 2011年11月18日発売[21]、ISBN 978-4-08-865648-9

- 槇村さとる 『Real Clothes』 集英社〈集英社文庫（コミック版）〉、全6巻。
  1. 2016年1月15日発売[22]、〈文庫：ま6-55〉、ISBN 978-4-08-619616-1
  2. 2016年1月15日発売[23]、〈文庫：ま6-56〉、ISBN 978-4-08-619617-8
  3. 2016年2月18日発売[24]、〈文庫：ま6-57〉、ISBN 978-4-08-619618-5
  4. 2016年2月18日発売[25]、〈文庫：ま6-58〉、ISBN 978-4-08-619619-2
  5. 2016年3月18日発売[26]、〈文庫：ま6-59〉、ISBN 978-4-08-619620-8
  6. 2016年3月18日発売[27]、〈文庫：ま6-60〉、ISBN 978-4-08-619621-5

## テレビドラマ
関西テレビの企画・制作により、フジテレビ系列（テレビ宮崎は除く）で2008年9月16日（火曜日）22:00 - 23:24 (JST) に香里奈主演で放送された。視聴率12.8%。
2009年10月13日から12月22日まで、毎週火曜日の22:00 - 22:54（JST）に連続ドラマ化されている。キャストはほとんど同じだが、連続ドラマ版はスペシャルドラマ版の続編ではなく、改めて最初から描いている。初回は22:10 - 23:14に放送。
連続ドラマ版のキャッチコピーは「自分を知らなければ、似合う服など分からない。」。
このドラマで、能瀬三姉妹（香里奈、えれな、能世あんな）が初めて共演し、番組宣伝も務めた。三姉妹が登場した東京ガールズコレクションでは、黒木瞳がシークレットゲストとして登場し、番組宣伝を行った。
連続ドラマ版では明石家さんま・大竹しのぶの娘であるIMALUが、香里奈の妹役で女優デビューを果たした。
また、本編でキャストが着用した衣装やアクセサリーを販売サイトから購入することができる。

### スペシャルドラマ

#### キャスト
天野 絹恵 - 香里奈
神保 美姫 - 黒木瞳
山内 達也 - 高岡蒼甫
田渕 優作 - 山本太郎
佐々木 凌 - 加藤夏希
木村 瑞穂 - 能世あんな
美姫のチーフアシスタント。美姫の右腕。
多村 アヤ - えれな
美姫のアシスタント。
森 奈津子 - 芦名星
絹恵の布団売場の同僚。
花田 瞳 - 南明奈
絹恵の布団売場の後輩。
日比谷 しのぶ - 伊藤裕子
ハンドメイドブランド「飛猫舎」のデザイナー。
林 陽子 - 真野裕子
婦人服売場のチーフ。
星野 さゆり - 久保田磨希
婦人服売場の販売員。SMLシスターズの「L」。
坂野 ゆかり - 前原絵理
婦人服売場の販売員。SMLシスターズの「M」。
矢野 かおり - 福田萌
婦人服売場の販売員。SMLシスターズの「S」。
田原 梨香 - 理絵
美姫のアシスタント。連続ドラマでは商品部アシスタントバイヤー。
福田 - 篠井英介
前任の部長。
大面 厚 - 佐藤二朗
部長。
上野 - 久世星佳
本郷　- 西岡徳馬（特別出演）
会長。
その他の登場人物
| - くわばたりえ（クワバタオハラ） - 陽乃 - 吉本菜穂子 - 町田マリー - 山野海 - 高嶋宏行 - 美月 - 森瞳（キッチンパーク） - かっすん（チェリー☆パイ） - みほ（チェリー☆パイ） - 弥香 - 安田良子 | - 汐見ゆかり - ひぐち沙夜 - 坂本りおん - 石岡剛 - 大橋てつじ - MARILIA - DIANA TIMOFEEVA - DIANA KANDYBA - 亜弓 - ユン - 亀山絵里子 |

#### スタッフ
- 脚本 - 大島里美
- 演出 - 白木啓一郎（関西テレビ）
- プロデューサー - 重松圭一・小寺健太（関西テレビ）、平部隆明（ザ・ファーム）
- 音楽 - 野崎良太（Jazztronik）
- 主題歌 - 坂詰美紗子「オンナゴコロ」
- 制作 - 関西テレビ、ザ・ファーム

### 連続ドラマ

#### キャスト
- 天野 絹恵 - 香里奈
- 神保 美姫 - 黒木瞳
- 山内 達也 - 高岡蒼甫
- 田渕 優作 - 西島秀俊
  - スペシャルドラマ版の山本太郎より変更。
- 蜂矢 英明 - 小泉孝太郎
  - セレクトショップ「GOLDY」のバイヤー。優作のライバル。
- 佐々木 凌 - 加藤夏希
- 木村 瑞穂 - 能世あんな
- 林 陽子 - 真野裕子
- 多村 アヤ - えれな
  - 美姫の第2アシスタント。連ドラ版から登場。
- 森 奈津子 - 南明奈
  - スペシャルドラマ版の花田瞳と同じ役設定（役名が繰り上がったのみ）
- 天野 まゆ - IMALU
  - 絹恵の妹。姉とは対照的に、おしゃれ好きな女子高生で、ショッピングのたびに、栃木から上京してくる。デザイナー志望。
- 星野 さゆり - 久保田磨希
- 坂野 ゆかり - 前原絵理
- 矢野 かおり - 福田萌
- 田原 梨香 - 理絵
- 「The Space」販売員 - Shihomi、中園友乃、小林よう、堀切沙織、布施曜子、村瀬葵
- 白川ニコラ・ブーケ - 黄川田将也（第4話から）
- 商品部バイヤー - 田村愛、JOSI、宮島朋宏、カトウシンスケ、平田佳苗（第4話から）
- 大面 厚 - 佐藤二朗：布団売場の部長。
- 尾崎 隆 - 田中哲司：越前屋・経営戦略部チーフマネージャー。

#### ゲスト
- 山本 加代子 - 榊原郁恵：ブランド店の販売員（第1話）
- 居酒屋「なんでも焼き」店長 - 戸田昌宏（第1・4話）
- 日比谷 しのぶ - 鈴木砂羽：飛猫舎のデザイナー（第2話）
- 日比谷 真紀 - 藤本静：しのぶの妹（第2話）
- 栗田 - 岡田浩暉：凌の元上司（第2話）
- 水嶋 知子 - 片平なぎさ：老舗ストッキングメーカー『ヴィオーラ』の専務取締役（第3話）
- 本郷 猛 - 西岡徳馬：大日本繊維の社長（特別出演、第3話）
- 戸部 和泉 - 中鉢明子：絹恵の同級生（第4話）
- セレクトショップ「GOLDY」オーナー - 長棟嘉道（第4話）
- 山内 一義 - 福井友信：達也の父（第4話）
- 山内 由美 - 鷲尾真知子：達也の母（第4話）
- 山内 雄一 - 三浦剛：達也の兄（第4話）
- 山内 杏子 - 大浦理美恵：雄一の妻（第4話）
- 堀 晴美 - 山田麻衣子：達也の同級生（第4・5・6話）
- 川原 - 遠山俊也（第5話）
- 達也の上司 - 窪園純一（第5話）
- はな - 尾高杏奈：まゆの友人（第6・7話）
- 小西 まみ - 中別府葵：ヤングカジュアル部門シンデレラタウン契約社員（第6・7話）
- 萩野 - 恒吉梨絵（第6・7話）
- 商品部バイヤー - 林健、毛利大亮（第7話）
- 宮沢 雪乃 - 奥貫薫：優作の婚約者→元婚約者（第7・8話）
- 双葉 公彦 - 中村靖日：人気ニット作家（第8話）
- 小学4年生の田渕（回想） - 安西壱哉（第8話）
- 百貨店合併のニュースを読んでいたアナウンサー - 山本浩之（当時関西テレビアナウンサー、第8話）
- 竹内 祐造 - 田山涼成：靴工場「竹内」社長（第9話）
- 蜂矢 俊生（回想） - 谷原章介：英明の亡き父親、美姫の亡き恋人（友情出演、第9話・10話）
- パトリス・キース - Fredric：SHIELA&KEITHのデザイナー（第10話）
- スティーブン・アレン - IAN MOORE：SHIELA&KEITHのオーナー（第10話）
- ダニエル・ミヤザキ - 升毅（第10話）
- 石田タミコ - 谷村美月（最終話）

#### スタッフ
- 脚本 - 大島里美
- 演出 - 白木啓一郎（関西テレビ）、本橋圭太（アズバーズ）
- チーフプロデューサー - 重松圭一（関西テレビ）
- プロデューサー - 佐野拓水（関西テレビ）、平部隆明（ホリプロ）
- 音楽 - 野崎良太（Jazztronik）
- 主題歌 - 坂詰美紗子「きっと大丈夫」
- 制作協力 - ホリプロ
- 制作著作 - 関西テレビ

#### 放送リスト
| 各話                                                      | 放送日         | サブタイトル                    | 演出       | 視聴率 |
| --------------------------------------------------------- | -------------- | ------------------------------- | ---------- | ------ |
| 第1話                                                     | 2009年10月13日 | ダサOLvs美人鬼部長              | 白木啓一郎 | 9.8%   |
| 第2話                                                     | 2009年10月20日 | あなたダサいんです!             | 白木啓一郎 | 10.0%  |
| 第3話                                                     | 2009年10月27日 | 悪魔部長に弟子入志願            | 白木啓一郎 | 11.2%  |
| 第4話                                                     | 2009年11月3日  | 独りはイヤ! 結婚する            | 本橋圭太   | 12.5%  |
| 第5話                                                     | 2009年11月10日 | 誰と生きる? 結婚と涙            | 本橋圭太   | 10.6%  |
| 第6話                                                     | 2009年11月17日 | 恋の修羅場と新しい服            | 白木啓一郎 | 8.9%   |
| 第7話                                                     | 2009年11月24日 | 女のバトルと生きる道            | 白木啓一郎 | 9.9%   |
| 第8話                                                     | 2009年12月1日  | ニット王子獲得大作戦            | 本橋圭太   | 9.8%   |
| 第9話                                                     | 2009年12月8日  | 生き別れた恋人との衝撃の過去!   | 白木啓一郎 | 9.3%   |
| 第10話                                                    | 2009年12月15日 | 崩壊の危機と裏切り 最後のバトル | 本橋圭太   | 8.3%   |
| 最終話                                                    | 2009年12月22日 | クリスマスの奇跡! 服の魔法と涙  | 白木啓一郎 | 9.3%   |
| 平均視聴率9.96%（視聴率は関東地区・ビデオリサーチ社調べ） |                |                                 |            |        |

#### オリジナル・サウンドトラック
- Real Clothes 〜Motion Pictures Sound Track / Jazztronik Collection（ポニーキャニオン）

#### 撮影協力
- そごう 横浜店 2008年版
- 伊勢丹新宿本店 2009年版

#### フランス・パリでのロケ地（第1話）
- シャルル・ド・ゴール広場周辺
- ラデュレ/シャンゼリゼ本店
- Lanvin（ランバン）/本店
- LOUIS VUITTON/シャンゼリゼ本店
- ギャラリー・ラファイエット/パリ本店
- ヴァンドーム広場
- リヨン駅内にあるレストラン「ル・トラン・ブルー」
- セーヌ川に架かるビラケム橋
- ノートルダム大聖堂があるシテ島南側のセーヌ川対岸

#### 連続ドラマ番宣番組
関西テレビなどでオンエアされた（関西テレビでは2009年10月10日・12日〔10日の再放送〕にオンエア）。

##### 内容
- 出演者インタビュー：香里奈、黒木瞳、高岡蒼甫、小泉孝太郎、加藤夏希
- 伊勢丹新宿本店やフランス・パリでの撮影風景、IMALUのサプライズ誕生日祝いなどの様子
- エピソード0（本編導入用のドラマ）

##### スタッフ
- 構成：山下直美
- エピソード0ドラマ脚本：神田エミイ亜希子、鶴藤千華/徳永友一
- プロデューサー：大川肇
- ディレクター：倉本真誠